# جوزيف دي ستيفاني
جوزيف دي ستيفاني (بالإنجليزية: Joseph De Stefani)‏ مواليد 3 أكتوبر 1879 في البندقية - الوفاة 26 أكتوبر 1940 في لوس أنجلوس، هو ممثل أمريكي بدأ مسيرته الفنية سنة 1931.

## الأعمال
- البؤساء
- الفرسان الثلاثة

## روابط خارجية
- جوزيف دي ستيفاني على موقع IMDb (الإنجليزية)
- جوزيف دي ستيفاني على موقع قاعدة بيانات برودواي على الإنترنت (الإنجليزية)
- جوزيف دي ستيفاني على موقع قاعدة بيانات الأفلام السويدية (السويدية)
- جوزيف دي ستيفاني على موقع قاعدة بيانات الفيلم (الإنجليزية)
- جوزيف دي ستيفاني على موقع كينوبويسك (الروسية)